# Albert Valtin
Pour les articles homonymes, voir Valtin.
Albert Valtin, né le 17 novembre 1937, à Kharkov, dans la République socialiste soviétique d'Ukraine, et mort le 18 février 2015 à Kiev (Ukraine), est un ancien joueur soviétique de basket-ball. 

## Palmarès
- Finaliste des Jeux olympiques 1960
- Finaliste du championnat d'Europe 1961